# Église Saint-Jean-Baptiste de Dénezé-sous-le-Lude
L'église Saint-Jean-Baptiste est une église située à Dénezé-sous-le-Lude, en France.

## Localisation
L'église est située dans le département français de Maine-et-Loire, sur la commune de Dénezé-sous-le-Lude.

## Historique
L'édifice est inscrit au titre des monuments historiques en 1963.